# Anomis argillacea
Anomis argillacea är en fjärilsart som beskrevs av Jacob Hübner 1823. Anomis argillacea ingår i släktet Anomis och familjen nattflyn. Inga underarter finns listade i Catalogue of Life.